# 九龙街道 (叶县)
九龙街道是中华人民共和国河南省平顶山市叶县下辖的一个街道办事处。

## 行政区划
九龙街道下辖以下村级行政区划单位：
孟丰店南村、孟丰店北村、大林头南村、大林头北村、秦赵村、张圪当村、韩丰村、典庄村、西北杨庄村、堤郑村和邱寨村。